# ۱۳۲ (میلادی)
۱۳۲ (میلادی) صد و سی و دومین سال تقویم میلادی است.

## درگذشتگان
‎